# 시몬 미뇰레
시몬 뤼크 힐데베르트 미뇰레(네덜란드어: Simon Luc Hildebert Mignolet [ˈsimɔn ˈmiɲɔˌlɛː][*], 1988년 3월 6일 ~ )는 벨기에의 축구 선수이다. 포지션은 골키퍼이며 현재 클뤼프 브뤼허에서 뛰고 있다.

## 국가대표 경력
- 2014 FIFA 월드컵
- 2016 UEFA 유로
- 2018 FIFA 월드컵
- 2021 UEFA 유로
- 2022 FIFA 월드컵

## 수상

#### 신트트라위던
- 세컨드 디비전 : 2008-09

#### 리버풀
- UEFA 챔피언스리그 : 2018-19

#### 클뤼프 브뤼허
- 벨기에 프로 리그 : 2019–20, 2020–21, 2021–22, 2023–24
- 벨기에 슈퍼컵 : 2022

### 개인
- 벨기에 올해의 골키퍼 : 2009–10, 2020–21, 2021–22
- 벨기에 퍼스트 디비전 올해의 골키퍼 : 2019, 2020, 2021, 2022, 2024
- 벨기에 골든슈 : 2022
- 북동부 FWA 올해의 선수 : 2012
- 신트트라위던 올해의 선수 : 2008–09, 2009–10
- 선더랜드 올해의 선수 : 2012-13
- 클뤼프 브뤼허 올해의 선수 : 2022
- 신트트라위던 명예 시민 : 2024